# كورت سامبسون
كورت سامبسون (بالإنجليزية: Curt Sampson)‏ هو صحفي أمريكي، ولد في 29 يناير 1952 في ميريديان في الولايات المتحدة.